# Marie Desliens
Ne pas confondre avec sa sœur Cécile Desliens, également artiste peintre
Marie Desliens, née le 26 avril 1856 à Chavenon et morte le 26 juillet 1938 à Riom, est une artiste peintre française. Elle a cosigné des tableaux avec sa sœur Cécile Desliens, sous la signature Cécile-Marie Desliens.

## Biographie
Née en 1856 à Chavenon, Marie Desliens est la fille de Jean-Baptiste Desliens, garde général des forêts, et de Christine Laporte, propriétaire, son épouse. Elle est la sœur de l'artiste peintre Cécile Desliens. Les deux sœur cosignèrent une partie de leur œuvre, parfois sous le nom Cécile-Marie Desliens.
Elle est élève de Louis Hector Leroux.
Établies ensemble à Riom, les deux sœurs meurent à un an d'intervalle, Cécile en 1937, Marie l'année suivante.

## Œuvres
- Tulle, musée du Cloître de Tulle : une quarantaine de dessins et peintures en collaboration avec Cécile Desliens[5].

### En collaboration avec Cécile Desliens

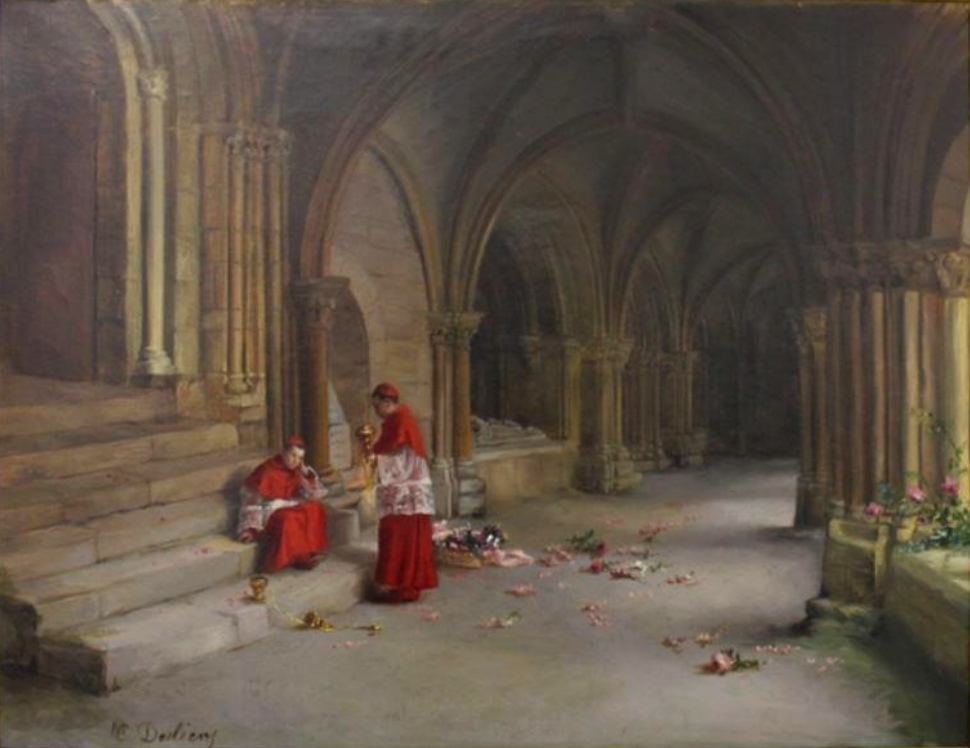
Marie et Cécile Desliens, Après la Fête-Dieu dans le cloître de Tulle (entre 1875 et 1900), musée du Cloître de Tulle.

- Après la Fête Dieu dans le cloître de Tulle, entre 1875 et 1900, musée du Cloître de Tulle[6].
- Au printemps, Salon de 1890, Riom, musée Mandet[7].
- Consummatum, acquis par l'État, localisation inconnue[8].
- Pierrot dans un croissant de lune, acquis par l'État, localisation inconnue[9].
- Scène d'intérieur, Clermont-Ferrand, musée d'Art Roger-Quilliot[10].
- Portrait de Jean-Baptiste Desliens, leur père, musée du Cloître de Tulle[11].
- Portrait de l'archevêque Nègre, Salon de la Société nationale des beaux-arts de 1922, localisation inconnue.
- Portrait de Mgr Charmetant, directeur général de l'Œuvre des écoles d'Orient (1er janvier 1883–21 juillet 1921), Paris, siège de l'Œuvre d'Orient.